# Love Is Forever
A Love Is Forever (magyarul: A szerelem örök) Leonora dán énekesnő dala, mellyel Dániát képviselte a 2019-es Eurovíziós Dalfesztiválon Tel-Avivban. A dalt angol, francia, dán és német nyelven adták elő. Ez volt Dánia első többnyelvű versenydala a dalfesztiválon és a nyelvhasználati szabály 1999-es eltörlése óta az első dán dal, ami tartalmazott dán nyelvű részletet.

## Eurovíziós Dalfesztivál
A dal a 2019. február 23-án rendezett dán nemzeti döntőben, a Dansk Melodi Grand Prix-en nyerte el az indulás jogát, ahol a zsűri és a nézői szavazatok együttese alakították ki a végeredményt.
A dalt az Eurovíziós Dalfesztiválon először a május 16-i második elődöntőben adták elő, a fellépési sorrendben nyolcadikként, a román Ester Peony On a Sunday című dala után, és a svéd John Lundvik Too Late for Love című dala előtt. Innen 94 ponttal a tizedik helyen jutott tovább a döntőbe.
A május 18-i döntőben a fellépési sorrendben hatodikként adták elő, az orosz Sergey Lazarev Scream című dala után és a San Marinót képviselő Serhat Say Na Na Na című dala előtt. A szavazás során összesen 120 pontot szerzett, Olaszország zsűrijétől begyűjtve a maximális 12 pontot. Ez a tizenkettedik helyet jelentette a huszonhat fős mezőnyben.

## Slágerlistás helyezések
| Slágerlista (2019)                        | Legjobb helyezés |
| ----------------------------------------- | ---------------- |
| Dánia (Tracklisten Top 40)                | 16.              |
| Skócia (Scottish Singles Top 40)          | 77.              |
| Svédország (Sverigetopplistan Heatseeker) | 12.              |
| Egyesült Királyság (UK Download Chart)    | 61.              |